# Dirección Provincial de Vialidad de Neuquén
La Dirección Provincial de Vialidad de Neuquén, comúnmente llamada Vialidad Provincial es un organismo autárquico dependiente del Gobierno de la Provincia de Neuquén. La entidad actúa en la proyección, construcción y mantenimiento de la red vial provincial.

## Historia
La entidad fue creada mediante la Ley Provincial N° 69/1959. Dicha ley establece que el organismo se encarga de la conservación, planificación y construcción de caminos en el territorio provincial.
A través de los años ha desarrollado una extensa red vial de 8464 km en todo el territorio, vinculando a 37 municipios y 20 comisiones de fomento.

## Organización Administrativa
El organismo está contenido en la órbita de la Secretaría de Empresas Públicas, dependiente del Ministerio de Infraestructura de la Provincia; y por lo tanto, es considerado una empresa estatal.
Su organización comprende un directorio compuesto por el presidente y 5 vocales, que a su vez coordinan distintas direcciones:
- Secretaría General
- Coordinación Técnica
- Dirección General de Seguridad Vial
- Dirección General de Construcciones
- Dirección General de Estudios y Proyectos
- Dirección General de Conservación
- Dirección General de Planeamiento
- Dirección General de Legales
- Dirección General de Administración

## Organización Territorial
La Dirección Provincial de Vialidad tiene su sede central en la ciudad de Zapala, y cuenta con una delegación en Neuquén (ciudad). Sus dependencias se distribuyen a través de 6 distritos viales, que comprenden campamentos viales (para acondicionamiento de caminos o limpieza de nieve en invierno):
| Distrito                | Sede                                        | Área de Operación | Campamentos/ Dependencias                                                                            |
| ----------------------- | ------------------------------------------- | --- | --- |
| I - Añelo               | Calle 1 (Manzana 30), Añelo                 | Zona Noreste | |
| II - Zapala             | Ruta Provincial 14, Zapala                  | Zona Centro Campamento Vial Pino Hachado (RN242) Campamento Vial Picún Leufú (RP46) Campamento Vial Primeros Pinos (RP13) | |
| III - Chos Malal        | Rivadavia 656, Chos Malal                   | Zona Norte | Campamento Vial Andacollo (RP43)                                                                     |
| IV - S. M. de los Andes | Mariano Moreno 545, San Martín de los Andes | Zona Sur | Campamento Vial Junín de los Andes (RN40) Campamento Vial Mamuil Malal (RP60)                        |
| V - Aluminé             | Cagliero S/N, Aluminé                       | Zona Oeste | Campamento Vial La Angostura (RP13) Campamento Vial Rahue (RP46)                                     |
| VI - El Huecú           | San Martín S/N, El Huecú                    | Zona Noroeste | Campamento Vial El Cholar (RP6) Campamento Vial Loncopué (RP26) Campamento Vial Huechulafquen (RP61) |
| Central                 | Mayor Torres 250, Zapala                    | Administración Gral. | División de Asfalto Carpintería                                                                      |
| Neuquén                 | Jujuy 201, Neuquén                          | Área Metropolitana de la Confluencia                                                                                      | Dirección de Seguridad Vial                                                                          |